# Fritz Vehring

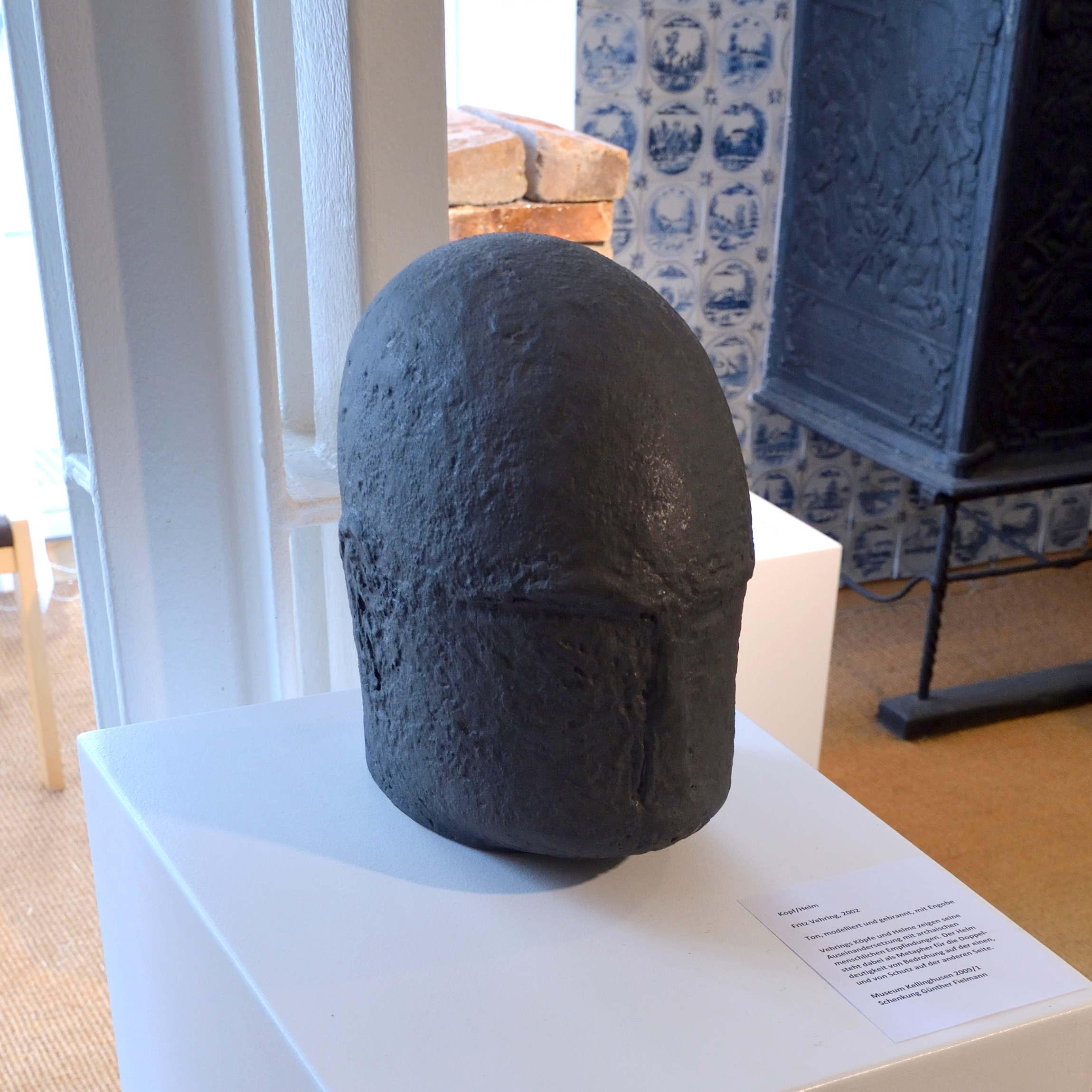
Skulptur „Kopf/Helm“ im Museum Kellinghusen

Fritz Vehring (* 3. November 1944 in Syke, Landkreis Diepholz, Niedersachsen) ist ein deutscher Künstler (Keramik) und Hochschullehrer. Er lebt und arbeitet in Syke-Henstedt.

## Biografie
Vehring besuchte nach einer Keramiklehre von 1964 bis 1967 in Höhr-Grenzhausen von 1969 bis 1972 die Staatliche Fachschule für Keramikgestaltung Höhr-Grenzhausen. Anschließend absolvierte er 1972 bis 1977 an der Hochschule für Bildende Kunst in Kassel ein Studium bei Walter Popp.
1974 hatte Vehring an der Gesamthochschule Kassel und von 1979 bis 1983 an der Fachhochschule Niederrhein in Krefeld einen Lehrauftrag für Keramik. Von 1983 bis 1986 arbeitete er in Krefeld als Professor für Keramik-Design, und von 1986 bis 2011 an der Hochschule für Künste in Bremen als Professor für Keramik.
Seit 1974 haben Fritz und Vera Vehring ein gemeinsames Atelier in Syke.
Die keramischen Arbeiten von Vehring befinden sich in Museen und öffentlichen Sammlungen in Deutschland, Italien, Schweiz, Norwegen, Tschechien, Ungarn, Niederlande und in Japan.
Von 1978 bis 1997 beteiligte sich Vehring an zahlreichen Internationalen Keramiksymposien vor allem im europäischen Ausland (Italien, Ungarn, Spanien, Usbekistan, Kanada, Kalifornien).

1987 nahm er am 5. Internationalen Keramiksymposium in Römhild teil.

## Auszeichnungen und Ehrungen
- 1973  Hannover, Richard-Bampi-Wettbewerb, 2. Preis
- 1974  Frechen, Keramikpreis der Frechener Kulturstiftung, 2. Preis
- 1975  Höhr-Grenzhausen, Westerwaldpreis, 2. Preis
- 1978  Hannover, Förderpreis des Landes Niedersachsen
- 1983  Ernennung zum Mitglied der Académie Internationale de la Céramique, Genf
- 1998  Kulturpreis des Landkreises Diepholz

## Veröffentlichungen
- (Red.): Sculptures et poteries. Argile, bois, papier, métal. Une exposition des étudiantes et étudiants brêmois de la "Hochschule für Künste" à Vallauris et à Brême, 1991. (Hrsg.: Hochschule für Künste, Bremen; Übersetzung: Dominique Moreau), Hochschule für Künste, Bremen 1991
- zusammen mit Vera Vehring: Keramische Arbeiten. Zur Erinnerung an die Ausstellung im Mai 1977 in der Kunstkammer Ludger Köster, Mönchengladbach. (Texte: Gerhard Gerkens). Kunstkammer Ludger Köster, Mönchengladbach 1977